# Onur Bulut
Onur Bulut (Werdohl, 6 de abril de 1994) es un futbolista alemán, nacionalizado turco, que juega en la demarcación de defensa para el Estambul Başakşehir F. K. de la Superliga de Turquía.

## Selección nacional
Tras jugar con las categorías inferiores de la selección, finalmente el 19 de noviembre de 2022 hizo su debut con la selección de Turquía en un partido amistoso contra República Checa que finalizó con un resultado de 2-1 a favor del combinado turco tras los goles de Enes Ünal y Hakan Çalhanoğlu para Turquía, y de Václav Černý para República Checa.

## Clubes
| Club                      | País     | Año       | Partidos | Goles |
| ------------------------- | -------- | --------- | -------- | ----- |
| VfL Bochum II             | Alemania | 2011-2015 | 64       | 4     |
| VfL Bochum                | Alemania | 2012-2016 | 54       | 5     |
| SC Friburgo               | Alemania | 2016-2018 | 24       | 0     |
| SC Friburgo II            | Alemania | 2017      | 4        | 0     |
| Eintracht Braunschweig    | Alemania | 2018-2019 | 32       | 2     |
| Alanyaspor                | Turquía  | 2019-2020 | 33       | 6     |
| Çaykur Rizespor (cedido)  | Turquía  | 2020-2021 | 21       | 0     |
| Kayserispor               | Turquía  | 2021-2023 | 64       | 4     |
| Beşiktaş J. K.            | Turquía  | 2023-2025 | 75       | 1     |
| Estambul Başakşehir F. K. | Turquía  | 2025-     |          |       |

## Palmarés

### Títulos nacionales
| Título               | Club           | País    | Año  |
| -------------------- | -------------- | ------- | ---- |
| Copa de Turquía      | Beşiktaş J. K. | Turquía | 2024 |
| Supercopa de Turquía | Beşiktaş J. K. | Turquía | 2024 |